# Trelleborg–Rydsgårds Järnväg
Trelleborg-Rydsgårds Järnväg (TRJ) var en normalspårig totalt 34 kilometer lång enskild järnväg som sträckte sig mellan Trelleborg och Rydsgård i Skåne.

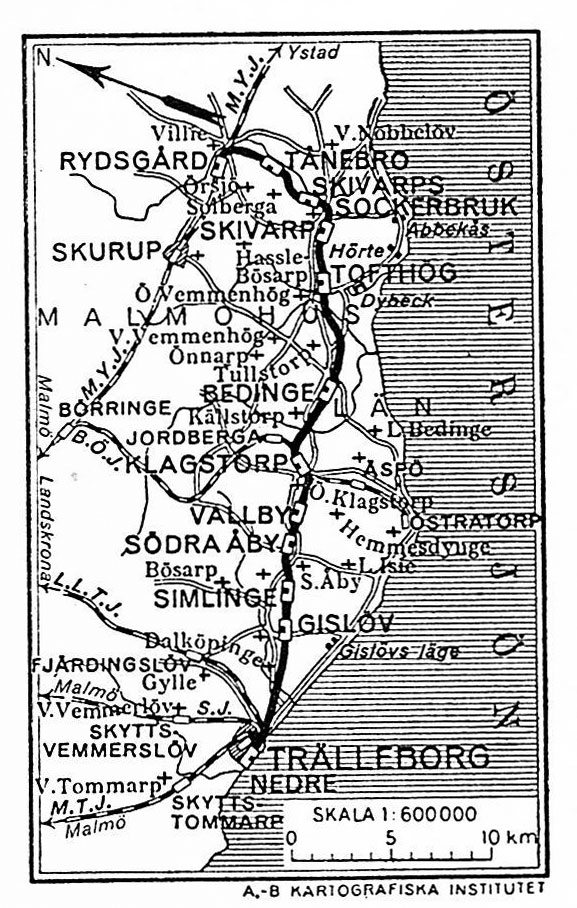
TRJ. Karta 1926.

Banan öppnades den 20 april 1895 efter att koncession beviljats den 12 januari 1893. Den 14 kilometer långa sträckan mellan Trelleborg och Klagstorp hade dock öppnats redan 1890 som Trelleborg-Klagstorps Järnväg (TKJ), vilken den 1 januari 1894 överläts till TRJ. Huvuddelägare i Trelleborg–Rydsgårds Järnväg AB var Jacob Lachmann, vilken även var järnvägens styrelseordförande 1901-1902.
TRJ bedrev viss samtrafik med Malmö-Trelleborgs Järnväg (MTJ) och då användes beteckningen Malmö-Trelleborg-Rydsgårds Järnväg, även om det var två skilda bolag. Bolaget ingick i det administrativa samarbetet Malmö Järnvägar, vilket dominerades av Malmö-Simrishamns Järnvägar (MSJ) och förutom TRJ och MTJ senare även kom att omfatta Vellinge-Skanör-Falsterbo Järnväg (HSFJ), Västra Klagstorp-Tygelsjö Järnväg (KTJ) och Malmö-Kontinentens Järnväg (MKontJ).
TRJ förstatligades den 1 juli 1943 och persontrafiken på hela sträckan lades ned den 3 juni 1956. Godstrafiken på sträckan Klagstorp – Skivarps sockerbruk lades ned den 1 juli 1963 och på sträckan Skivarps sockerbruk – Rydsgård officiellt den 18 juni 1973 (ingen trafik sedan 1970). På sträckan Gislöv – Klagstorp (och vidare till Jordberga, en rest av Börringe-Östratorps Järnväg) bedrevs endast behovstrafik från 1970, vilken lades ned den 1 september 1974. Den återstående godstrafiken på sträckan Trelleborg – Gislöv lades ned den 29 maj 1988.
Sträckan Skivarps sockerbruk – Rydsgård revs upp 1974, sträckan Gislöv – Klagstorp  – Jordberga 1977–78 och sträckan Gislöv – Trelleborgs östra industriområde 1997.

## Bedinge station
Stationen i Bedinge hade flera olika föreståndare:
- Axel Bylander
- Per Nilsson Wallén
- Axel Hansson Freij
- Erik Olsson
- Emil Jönsson
- Åke Jönsson

## Galleri

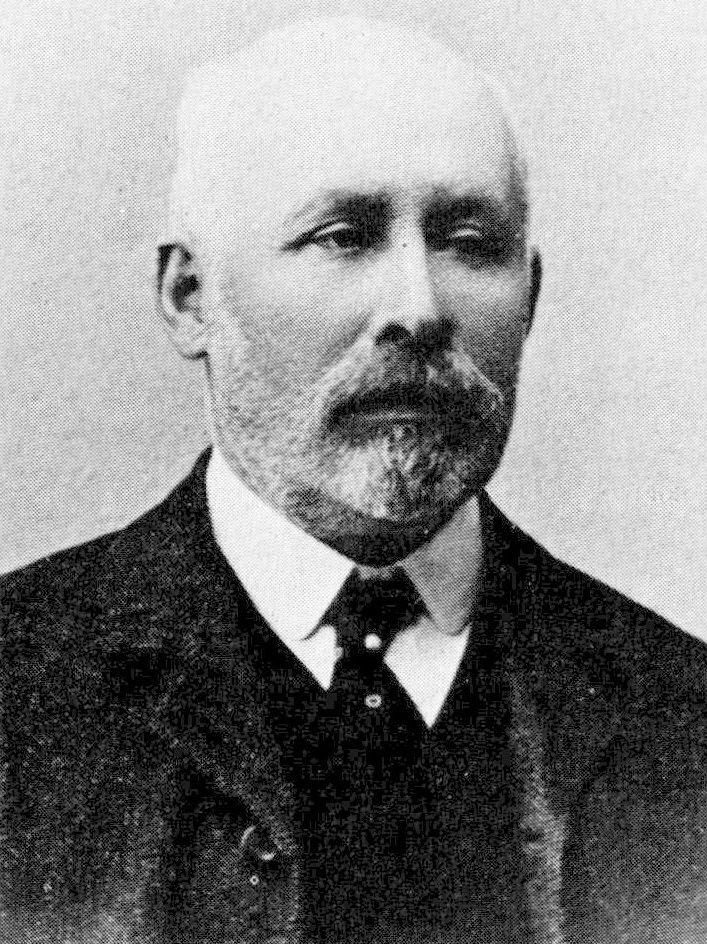
Jacob Lachmann
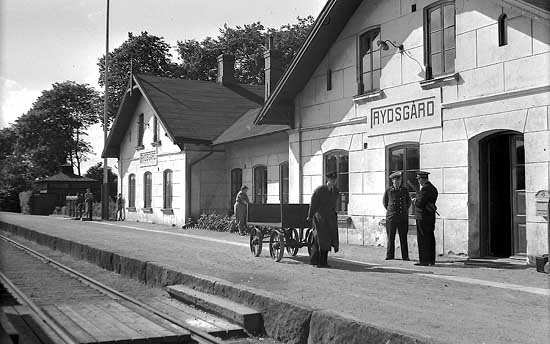
Rydsgårds station 1944
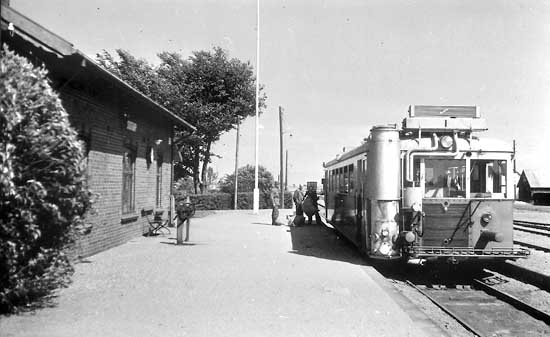
Skivarps station 1944
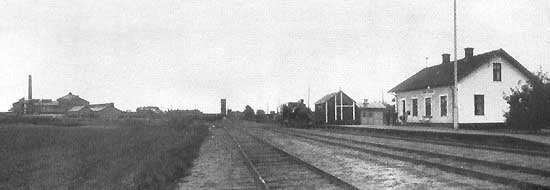
Skivarps sockerbruks station 1924, sockerbruket till vänster i bild
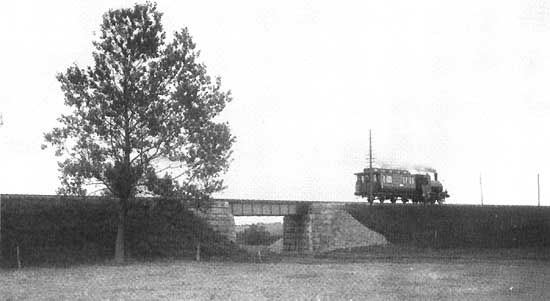
Ett tåg passerar över Dalköpingeån, öster om Trelleborg